# Televisora Nacional (Venezuela)
Televisora Nacional (también conocida como TVN 5 o Canal 5) fue un canal de televisión venezolano de titularidad estatal. Comenzó sus emisiones en enero de 1953 como el primer canal existente en Venezuela, y terminó desapareciendo en el 3 de enero del año 1992 por razones económicas en el país. La también estatal Venezolana de Televisión (Canal 8) ocupó su señal hasta 1998, cuando el gobierno reasignó la frecuencia al arzobispado de Caracas para crear un nuevo servicio televisivo, Vale TV.

## Historia

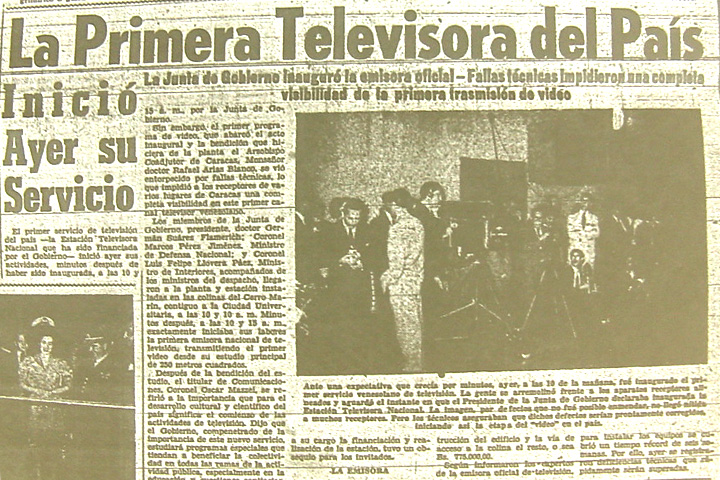
Reseña de la fundación de la Televisora Nacional.

Televisora Nacional fue el primer canal de televisión pública existente en Venezuela, a través de la frecuencia correspondiente a los 76-82 MHz de la banda VHF (Canal 5, siglas YVKA-TV). La inversión inicial para su desarrollo fue de 2,5 millones de bolívares y la instalación corrió a cargo de Ingeniería de Telecomunicaciones, subsidiaria de Radio Corporation of America.
Fue inaugurada el 22 de noviembre de 1952 por el general Marcos Pérez Jiménez. La primera emisión comenzó a las 10:15 de la mañana con la proyección del escudo y del himno nacional, pero a los pocos minutos se vio interrumpida porque uno de los transmisores arrendados para la ocasión dejó de funcionar. En la sede del canal se había preparado además una ceremonia inaugural con altos cargos del gobierno, presidida por Pérez Jiménez y el presidente de la junta militar Germán Suárez Flamerich, que nunca llegó a celebrarse. La programación regular comenzó el 1 de enero de 1953.
El Canal 5, de titularidad estatal, tuvo que competir con las privadas TeleVisa (hoy, Venevisión) y Radio Caracas Televisión (RCTV), creadas solo un año después y con mayor presupuesto. Para distinguirse de ellas desarrolló una programación centrada en informativos, cultura y entretenimiento, con un fuerte acento en la producción nacional. TVN se mantuvo como la única televisión pública hasta que el 8 de abril del año 1976 el gobierno de Carlos Andrés Pérez tomó el control de otro canal privado, Venezolana de Televisión (VTV, Canal 8), que pasó a ser el servicio estatal de referencia. Las emisiones en color comenzaron el 1 de diciembre de 1979. 

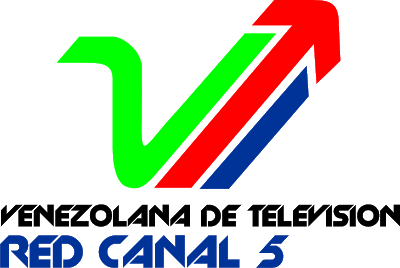
Logotipo de Venezolana de Televisión Red Canal 5, usado entre 1979 y 1982.

La primera sede de TVN estuvo ubicada en el sector Colinas de Las Acacias, en Caracas. En 1977 se trasladó a la urbanización Los Ruices y pasó a compartir edificio con VTV. El gobierno de Carlos Andrés Pérez priorizó VTV sobre TVN porque ya contaba con un mejor sistema de microondas y más puntos de emisión. De hecho, TVN pasó a llamarse «Venezolana de Televisión Red Canal 5» entre 1979 y 1982, aunque luego se recuperó el nombre original. Ambas marcas coexistieron pero TVN atravesó problemas financieros que mermaron su capacidad. El canal no contaba con programación matutina ya que solía iniciar sus transmisiones a las 14:00h (salvo los domingos, a las 11:30h). En 1989 se redujo drásticamente su programación al punto de que no comenzaba transmisiones sino hasta las 18:00h. A lo largo de su historia llegó a contar con seis logotipos distintos.

### Salida del aire
Televisora Nacional cesó sus emisiones el 3 de enero de 1992. Y ya que en ese mismo año siguiente que comenzó un día después del cierre Venezolana de Televisión comenzó a transmitir su programación de forma simultánea en las dos señales que disponía. En 1996 hubo un intento de relanzar el canal, pero no fue posible por razones presupuestarias. La señal del Canal 5 reemitía la misma programación del Canal 8 salvo en acontecimientos especiales que no tenían cabida en VTV, como transmisiones hípicas sabatinas y algunos juegos de la Liga Venezolana de Béisbol Profesional.
A finales de 1998, el gobierno de Venezuela llegó a un acuerdo con el arzobispado de Caracas para entregarle la señal del Canal 5. La institución religiosa, con el apoyo de las cadenas privadas RCTV, Venevisión y Televen, puso en marcha Vale TV (Valores Educativos Televisión), que comenzó sus emisiones el 4 de diciembre de 1998. VTV se quedó como el único canal público de televisión en el país, hasta la creación de ViVe (Visión Venezuela) en noviembre de 2003. A ella le siguieron ANTV (2005) que 10 años después reemplazó por ANTV en 2016 y TVes (2007), este último reemplazó a RCTV en ese año.